# Viernheim
Viernheim è una cittadina industriale tedesca situata nei pressi di Mannheim in Assia. È la seconda città in termini di dimensione nel circondario Bergstraße. Dal 1994 ha il titolo di Brundtlandstadt, in quanto partecipa ad un progetto sperimentale per il risparmio energetico.

## Geografia fisica
Viernheim è situata nella bassa piana del Reno. A nord del bosco di Viernheim, presso Lampertheim, si estende il cd. Hessisches Ried, un'ampia zona paludosa e a est, presso Weinheim si trova la Bergstrasse, una zona collinare che delimita l'inizio dell'area montuosa detta Odenwald.

### Sviluppo Demografico
| Anno | Abitanti |
| ---- | -------- |
| 1900 | 2        |
| 1940 | 12.778   |
| 1950 | 16.558   |
| 1960 | 20.068   |
| 1970 | 27.753   |
| 1980 | 29.590   |
| 1990 | 30.527   |
| 1995 | 31.616   |
| 1999 | 32.056   |
| 2000 | 32.427   |
| 2001 | 32.477   |
| 2002 | 32.622   |

## Amministrazione

### Gemellaggi
- Franconville, Francia dal 1966
- Potters Bar, Regno Unito dal 1972
- Rovigo, Italia dal 1991
- Satonévri Burkina Faso dal 1994
- Haldensleben, Sassonia-Anhalt, Germania dal 1992
- Altrohlau/Sudetenland, Repubblica Ceca dal 1968

## Economia e infrastrutture

### Trasporti
Viernheim è molto ben collegata alla rete stradale nazionale. È localizzata sull'autostrada A 659, che porta direttamente a Mannheim e Weinheim e ha accesso diretto ad altre tre autostrade: la A 5, la A 6 e la A 67.
Come mezzi di trasporto pubblici esiste una linea urbana che porta a Mannheim, Weinheim e Heidelberg. 
Viernheim è la stazione finale della linea ferroviaria Weinheim-Viernheim, che in origine proseguiva fino a Worms.

### Ricorrenze
- febbraio: Sfilata di carnevale
- settembre: Festa cittadina
- novembre: Kerwe
- dicembre: Mercatino di Natale
- agosto: Triathlon (1,5 / 46 / 10)
- settembre: Innenstadtfest, Siedlerfest